# Parafia Niepokalanego Poczęcia Najświętszej Maryi Panny w Grodnie
Parafia Niepokalanego Poczęcia Najświętszej Maryi Panny w Grodnie – rzymskokatolicka parafia znajdująca się w Grodnie, w dzielnicy Południowy, w diecezji grodzieńskiej, na Białorusi. Parafia jest siedzibą dekanatu Grodno-Zachód.

## Historia
W 1994 decyzją biskupa grodzieńskiego Aleksandra Kaszkiewicza erygowano parafię Niepokalanego Poczęcia Najświętszej Maryi Panny w Grodnie. W latach 1995–1999 wybudowano kościół. Konsekrował go 11 maja 2000 administrator apostolski Północnej Europejskiej Części Rosji bp Tadeusz Kondrusiewicz.